# FC Colmar
FC Colmar is een Franse voetbalclub uit Colmar, in het departement Haut-Rhin.

## Geschiedenis
De club werd opgericht in 1924. Na het uitbreken van de Tweede Wereldoorlog werd de Elzas geannexeerd door nazi-Duitsland. Alle clubs uit de Elzas moesten hun clubnaam verduitsen en de naam werd gewijzigd in FK Kolmar 1924. Omdat het voetbal in Duitsland nog sterk regionaal verdeeld was speelde de club in de hoogste klasse, de Gauliga Elsaß. De kampioen van deze competitie kon deelnemen aan de eindronde om de Duitse landstitel. De competitie was eerst in twee groepen verdeeld en Kolmar werd vierde in zijn groep. De volgende seizoenen was er telkens één reeks en de club eindigde twee keer achtste en één keer zevende. Na de oorlog ging de Elzas terug naar Frankrijk en werd de oorspronkelijke naam weer aangenomen.
De club ging in de DH Alsace spelen, wat in tegenstelling tot in het Duitse voetbal niet de hoogste klasse was. In 1955 degradeerde de club. De terugkeer volgde in 1961 en eindigde de volgende seizoenen in de subtop of middenmoot. In 1969, 1971, 1973 en 1974 werd de club derde.
In 1977 werd de naam gewijzigd in Stade de Colmar 77. De club werd meteen kampioen. In 1982 degradeerde de club uit de DH Alsace. In juni 1986 werd de club opgeheven.